# Ceviana

AA', BB' i CC' són tres cevianes concorrents en el punt cevià O, intern al triangle.

AA', BB' i CC' són tres cevianes concorrents en el punt cevià O, extern al triangle.

En geometria, una ceviana és un segment lineal que uneix un vèrtex d'un triangle amb un punt qualsevol del costat oposat d'aquest vèrtex, o la seva prolongació. Per analogia, el mot "ceviana" també fa referència a la recta que conté el segment, que a vegades també és anomenada transversal angular d'un triangle.
El nom de ceviana fou introduït per M.A. Poulain, que l'introduí en honor del matemàtic Giovanni Ceva, que el 1678 havia formulat un teorema que porta el seu nom publicant-lo al seu article De lineis rectis se invicem secantibus statica constructio. Aquest teorema indica la condició necessària i suficient perquè tres cevianes siguin concurrents (es tallin) en un punt.
Són d'especial importància, doncs, aquelles cevianes que són concurrents en un punt, anomenat punt cevià (que pot ser intern o extern al triangle). Les més conegudes són les medianes, les alçades i les bisectrius dels angles; els punts cevians de les quals són, respectivament, el baricentre, l'ortocentre i l'incentre.
El teorema de Stewart s'utilitza per mesurar les longituds de les cevianes en funció del valor dels costats del triangle i dels segments que separen el punt P (a on P és el punt d'intersecció de la ceviana amb el costat) i els seus vèrtexs contigus.